# Volta Ciclista a Catalunya 1985
La Volta Ciclista a Catalunya 1985, sessantacinquesima edizione della corsa, si svolse in sette tappe, la quarta e l'ultima suddivisa in due semitappe, precedute da un prologo, dal 4 all'11 settembre 1985, per un percorso totale di 1285,4 km, con partenza da Llançà e arrivo a Salou. La vittoria fu appannaggio del britannico Robert Millar, che completò il percorso in 34h00'18", precedendo l'irlandese Sean Kelly e lo spagnolo Julián Gorospe.

## Tappe
| Tappa  | Data         | Percorso                                      | km     | Vincitore di tappa     | Leader cl. generale |
| ------ | ------------ | --------------------------------------------- | ------ | ---------------------- | ------------------- |
| Pr.    | 4 settembre  | Llançà > Llançà (cron. individuale)           | 3,8    | Josep Recio            | Josep Recio         |
| 1ª     | 5 settembre  | Llançà > Castell-Platja d'Aro                 | 157,7  | Alfonso Gutiérrez      | Josep Recio         |
| 2ª     | 6 settembre  | Castell-Platja d'Aro > Puigcerdà              | 192,2  | Sean Kelly             | Vicente Belda       |
| 3ª     | 7 settembre  | Puigcerdà > Manresa                           | 187,7  | Josep Recio            | Vicente Belda       |
| 4ª-1   | 8 settembre  | Manresa > Barcellona                          | 97,4   | Bert Oosterbosch       | Vicente Belda       |
| 4ª-2   | 8 settembre  | Esplugues de Llobregat > Sant Sadurní d'Anoia | 118,2  | Steven Rooks           | Vicente Belda       |
| 5ª     | 9 settembre  | Barcellona > Lleida                           | 182,8  | Juan Martínez Oliver   | Vicente Belda       |
| 6ª     | 10 settembre | Lleida > Mont Caro                            | 185,0  | José Alirio Chizabas   | Vicente Belda       |
| 7ª-1   | 11 settembre | Tortosa > Tortosa (cron. individuale)         | 22,6   | Josep Recio            | Robert Millar       |
| 7ª-2   | 11 settembre | Tortosa > Salou                               | 138,0  | Joan Caldentey Perelló | Robert Millar       |
| Totale | Totale       | Totale                                        | 1285,4 |                        |                     |

## Dettagli delle tappe

### Prologo
- 4 settembre: Llançà – Cronometro individuale – 3,8 km[1]

Risultati
| Pos. | Corridore            | Squadra   | Tempo |
| ---- | -------------------- | --------- | ----- |
| 1    | Josep Recio          | Kelme     | 4'56" |
| 2    | Bert Oosterbosch     | Panasonic | s.t.  |
| 3    | Juan Martínez Oliver | Dormilón  | a 4"  |

| Pos. | Corridore            | Squadra   | Tempo |
| ---- | -------------------- | --------- | ----- |
| 1    | Josep Recio          | Kelme     | 4'56" |
| 2    | Bert Oosterbosch     | Panasonic | s.t.  |
| 3    | Juan Martínez Oliver | Dormilón  | a 4"  |

### 1ª tappa
- 5 settembre: Llançà > Castell-Platja d'Aro – 157,7 km[2]

Risultati
| Pos. | Corridore         | Squadra     | Tempo    |
| ---- | ----------------- | ----------- | -------- |
| 1    | Alfonso Gutiérrez | Teka        | 4h13'20" |
| 2    | Sean Kelly        | Skil-Sem    | s.t.     |
| 3    | Bruno Wojtinek    | Renault-Elf | s.t.     |

| Pos. | Corridore           | Squadra | Tempo    |
| ---- | ------------------- | ------- | -------- |
| 1    | Josep Recio         | Kelme   | 4h18'26" |
| 2    | Jesús Blanco Villar | Teka    | a 6"     |
| 3    | Allan Peiper        | Peugeot | a 8"     |

### 2ª tappa
- 6 settembre: Castell-Platja d'Aro > Puigcerdà – 192,2 km[3]

Risultati
| Pos. | Corridore     | Squadra  | Tempo    |
| ---- | ------------- | -------- | -------- |
| 1    | Sean Kelly    | Skil-Sem | 5h14'11" |
| 2    | Jörg Müller   | Skil-Sem | a 2"     |
| 3    | Vicente Belda | Kelme    | s.t.     |

| Pos. | Corridore     | Squadra   | Tempo    |
| ---- | ------------- | --------- | -------- |
| 1    | Vicente Belda | Kelme     | 9h32'49" |
| 2    | Jörg Müller   | Skil-Sem  | a 1"     |
| 3    | Theo de Rooij | Panasonic | a 2"     |

### 3ª tappa
- 7 settembre: Puigcerdà > Manresa – 187,7 km[4]

Risultati
| Pos. | Corridore         | Squadra  | Tempo    |
| ---- | ----------------- | -------- | -------- |
| 1    | Josep Recio       | Kelme    | 4h36'46" |
| 2    | Sean Kelly        | Skil-Sem | a 9"     |
| 3    | José María Moreno | Dormilón | s.t.     |

| Pos. | Corridore     | Squadra   | Tempo     |
| ---- | ------------- | --------- | --------- |
| 1    | Vicente Belda | Kelme     | 14h09'44" |
| 2    | Jörg Müller   | Skil-Sem  | a 1"      |
| 3    | Theo de Rooij | Panasonic | a 2"      |

### 4ª tappa, 1ª semitappa
- 8 settembre: Manresa > Barcellona – 94,4 km[5]

Risultati
| Pos. | Corridore           | Squadra     | Tempo    |
| ---- | ------------------- | ----------- | -------- |
| 1    | Bert Oosterbosch    | Panasonic   | 2h16'52" |
| 2    | Philippe Bouvatier  | Renault-Elf | s.t.     |
| 3    | José Ángel Sarrapio | Teka        | a 13"    |

### 4ª tappa, 2ª semitappa
- 8 settembre: Esplugues de Llobregat > Sant Sadurní d'Anoia – 118,2 km[6]

Risultati
| Pos. | Corridore             | Squadra    | Tempo    |
| ---- | --------------------- | ---------- | -------- |
| 1    | Steven Rooks          | Panasonic  | 2h57'17" |
| 2    | Federico Echave       | Teka       | a 1"     |
| 3    | Juan Fernández Martín | Zor-Gemeaz | a 3"     |

| Pos. | Corridore     | Squadra  | Tempo     |
| ---- | ------------- | -------- | --------- |
| 1    | Vicente Belda | Kelme    | 19h24'27" |
| 2    | Jörg Müller   | Skil-Sem | a 1"      |
| 3    | Antonio Coll  | Teka     | a 2"      |

### 5ª tappa
- 9 settembre: Barcellona > Lleida – 182,8 km[7]

Risultati
| Pos. | Corridore            | Squadra     | Tempo    |
| ---- | -------------------- | ----------- | -------- |
| 1    | Juan Martínez Oliver | Reynolds    | 4h38'31" |
| 2    | Allan Peiper         | Peugeot     | a 5'13"  |
| 3    | Marc Madiot          | Renault-Elf | a 5'14"  |

| Pos. | Corridore     | Squadra  | Tempo     |
| ---- | ------------- | -------- | --------- |
| 1    | Vicente Belda | Kelme    | 24h09'12" |
| 2    | Jörg Müller   | Skil-Sem | a 1"      |
| 3    | Antonio Coll  | Teka     | a 2"      |

### 6ª tappa
- 10 settembre: Lleida > Mont Caro – 185,0 km[8]

Risultati
| Pos. | Corridore            | Squadra | Tempo    |
| ---- | -------------------- | ------- | -------- |
| 1    | José Alirio Chizabas | Kelme   | 5h37'10" |
| 2    | Vicente Belda        | Kelme   | a 1"     |
| 3    | Robert Millar        | Peugeot | a 7"     |

| Pos. | Corridore     | Squadra  | Tempo     |
| ---- | ------------- | -------- | --------- |
| 1    | Vicente Belda | Kelme    | 29h46'23" |
| 2    | Robert Millar | Peugeot  | a 21"     |
| 3    | Sean Kelly    | Skil-Sem | a 23"     |

### 7ª tappa, 1ª semitappa
- 11 settembre: Tortosa – Cronometro individuale – 22,6 km[9]

Risultati
| Pos. | Corridore      | Squadra  | Tempo  |
| ---- | -------------- | -------- | ------ |
| 1    | Josep Recio    | Kelme    | 27'48" |
| 2    | Julián Gorospe | Reynolds | a 21"  |
| 3    | Sean Kelly     | Skil-Sem | a 29"  |

### 7ª tappa, 2ª semitappa
- 11 settembre: Tortosa > Salou – 138,0 km[9]

Risultati
| Pos. | Corridore              | Squadra  | Tempo    |
| ---- | ---------------------- | -------- | -------- |
| 1    | Joan Caldentey Perelló | Hueso    | 3h36'52" |
| 2    | Sean Kelly             | Skil-Sem | a 8'21"  |
| 3    | Noël Dejonckheere      | Teka     | s.t.     |

| Pos. | Corridore      | Squadra  | Tempo     |
| ---- | -------------- | -------- | --------- |
| 1    | Robert Millar  | Peugeot  | 34h00'18" |
| 2    | Sean Kelly     | Skil-Sem | a 3"      |
| 3    | Julián Gorospe | Reynolds | a 35"     |

## Classifiche finali

### Classifica generale
| Pos. | Corridore        | Squadra                | Tempo     |
| ---- | ---------------- | ---------------------- | --------- |
| 1    | Robert Millar    | Peugeot-Shell-Michelin | 34h00'18" |
| 2    | Sean Kelly       | Skil-Sem-KAS-Miko      | a 3"      |
| 3    | Julián Gorospe   | Reynolds-TS Batteries  | a 35"     |
| 4    | Vicente Belda    | Kelme                  | a 36"     |
| 5    | Pacho Rodríguez  | Zor-Gemeaz             | a 1'42"   |
| 6    | Robert Forest    | Peugeot-Shell-Michelin | a 2'06"   |
| 7    | Álvaro Pino      | Zor-Gemeaz             | a 2'38"   |
| 8    | Celestino Prieto | Reynolds-TS Batteries  | a 2'47"   |
| 9    | Pedro Delgado    | MG-Orbea               | a 3'17"   |
| 10   | Federico Echave  | Teka                   | a 3'53"   |

### Classifica a punti
| Pos. | Corridore     | Squadra           | Punti |
| ---- | ------------- | ----------------- | ----- |
| 1    | Sean Kelly    | Skil-Sem-KAS-Miko | 121   |
| 2    | Vicente Belda | Kelme             | 57    |
| 3    | Josep Recio   | Kelme             | 49    |

### Classifica scalatori
| Pos. | Corridore        | Squadra               | Punti |
| ---- | ---------------- | --------------------- | ----- |
| 1    | Celestino Prieto | Reynolds-TS Batteries | 35    |
| 2    | Vicente Belda    | Kelme                 | 33    |
| 3    | Felipe Yáñez     | MG-Orbea              | 28    |

### Classifica sprint
| Pos. | Corridore               | Squadra  | Punti |
| ---- | ----------------------- | -------- | ----- |
| 1    | Jokin Mújika            | MG-Orbea | 13    |
| 2    | Carlos Machín Rodríguez | Hueso    | 8     |
| 3    | Joan Caldentey Perelló  | Hueso    | 6     |

### Classifica squadre
| Pos. | Squadra               | Tempo      |
| ---- | --------------------- | ---------- |
| 1    | Reynolds-TS Batteries | 102h07'36" |
| 2    | Zor-Gemeaz            | a 2'01"    |
| 3    | Skil-Sem-KAS-Miko     | a 2'13"    |